# ロイゼ・コンペール
ロイゼ・コンペール  (Loÿset Compère, 1445年頃～1518年8月16日)は16世紀初頭のフランスの作曲家。ジョスカン・デ・プレの同世代人のうち、モテットやシャンソンの最も重要な作曲家の一人で、軽快なイタリア・ルネサンス音楽の様式をフランスに最初にもたらした一人でもある。「ロイゼ」は中世フランス語の読みに従った表記で、現代フランス語では「ロワゼ」とするのが一般的である。

## 生涯
厳密な出生地は分かっていないが、当時の資料によるなら、一族はアルトワ（現フランス領）の出身者で、作曲家はエノー伯領（現ベルギー）で生まれた可能性がある。少なくともミラノの資料が示唆するところによると、本人はアラスの出身と名乗っていたようだ。コンペールのほぼ確実な出生年代もふるさとも、どちらもジョスカン・デ・プレにきわめて近い。事実、現在のフランス・ベルギー間の国境地域は、15世紀から16世紀にかけて、ヨーロッパ全土に名をとどろかせた大作曲家を驚くほど数多く送り出していた。これらの作曲家はしばしばフランドル楽派として有名である。
コンペールは1470年代にミラノで、ガレアッツォ・マリーア・スフォルツァの宮廷歌手を務めたが、この時期ミラノ公国にはジョスカン・デ・プレやガスパル・ファン・ヴェールベケといった作曲家が歌手として雇われていた。1470年代初頭に礼拝堂の聖歌隊が、ヨーロッパ全土で最大かつ最も有名な合唱団に発展したからである。1476年にミラノ公が殺害された後、コンペールは礼拝堂からクビにされたらしく、この時期フランスに戻っている。それから10年間はフランス宮廷に勤務するようになり、1494年のシャルル8世のイタリア侵攻に同行した（どのような職務だったかは不明）。1495年には、シャルル8世とその軍勢によるローマ占領にともない、同地にいた。
次にコンペールは一連の教会の任務にも就いている。1498年までカンブレーにおり、1500年から1504年まではドゥエー、そしてが 1500年から1504年ごろまで、最後の任地サン・カンタン（St Quentin）で晩年を過ごした。多くの公的な機会のための儀式むけの作品によって裏付けられているように、この間ずっとフランス宮廷に非常勤で働いていたらしい。サン・カンタンにて死去。

## 作品
同世代の作曲家と異なり、どうやらコンペールはほとんどミサ曲を作曲しなかったようだ（少なくとも現存する作品は僅少である）。コンペールは気性ゆえに小品作家であり続けたので、最も人気を取った数々の作品が、当時としては割合小さな形式のジャンルをとっている。つまりはシャンソンやモテットのことである。コンペールの作品には、2つの様式の流行が克明である。明らかにイタリア入りする前の初期に習い覚えたブルゴーニュ楽派の作曲様式と、イタリアのフロットーラ（マドリガーレの前身の一つ）の作曲家たちによる、より軽快な様式である。コンペールは旋律の才能に恵まれ、多くのシャンソンが好評だった。後代の作曲家たちによってミサ曲の定旋律に利用されたほどである。時にはたいへんな作曲技術にもあえて挑戦し、それを解決してみせようと、クォドリベッドを作曲することもあった。
コンペールが作曲した、風変わりな形式のいくつかのモテットは、時に自由モテットと呼ばれ、当時のイタリア歌曲の軽やかな気品を、ネーデルラント楽派の対位法に結び付けている。コンペールの世俗歌曲のテクストの選択は、実にきわどく、意味深長である。たとえば別々の原文をまぜこぜにした《 Sile fagor》は、聖母マリアへの哀願と、バッコスに捧げる酒宴の小唄の組み合わせにほかならない。
シャンソンはコンペールの特徴を最もよく表した作品で、ルネサンス音楽の多くの研究家によって、彼の最も得意の作品と見なされている。コンペールのシャンソンは3声か4声のために作曲され、大まかに3つのカテゴリーに分類される。
1. 無伴奏の4声のための、イタリア風の軽快な作品。フロットーラに似て1音節1音で曲づけされ、しばしばホモフォニックであり、しかも頻繁にカデンツが来るもの
2. ブルゴーニュ楽派の様式による3声の作品で、むしろデュファイに近いもの
3. 何よりもまず中世のモテトゥスを髣髴させる、3声の「モテット＝シャンソン」（世俗モテット）。最も低い声部がゆっくりとした動きの定旋律をラテン語で歌うのに対して、上声部はもっと活発な部分をフランス語で歌う。

コンペール作品の多くは、ヴェネツィアのオッタヴィアーノ・ペトルッチによって出版され、各地に行き渡った。コンペールの楽譜が入手しやすいのは、明らかに人気があったからである。コンペールは、活版印刷という新たなテクノロジーに恩恵をこうむった最初の作曲家の一人で、そのおかげでフランドル楽派の作曲様式をヨーロッパ順に流布するにあたって、大きなインパクトを及ぼすことができたのである。
コンペールはいくつかのマニフィカト （ルカによる福音書からとられた聖母マリアの賛歌）や、たくさんの短いモテットも残している。